# 1682 Karel
1682 Karel eller 1949 PH är en asteroid i huvudbältet, som upptäcktes 2 augusti 1949 av den tyske astronomen Karl Wilhelm Reinmuth i Heidelberg. Den har fått sitt namn efter sonen till det nederländska astronom paret Ingrid och Cornelis van Houten.
Asteroiden har en diameter på ungefär 7 kilometer och den tillhör asteroidgruppen Flora.